# Шкала Ликерта
Шкала Ликерта (англ. Likert scale (/ˈlɪkərt/), шкала суммарных оценок) — психометрическая шкала, которая часто используется в опросниках и анкетных исследованиях (разработана в 1932 году Ренсисом Ликертом). При работе со шкалой испытуемый оценивает степень своего согласия или несогласия с каждым суждением, от «полностью согласен» до «полностью не согласен». Сумма оценок каждого отдельного суждения позволяет выявить установку испытуемого по какому-либо вопросу. Предполагается, что отношения к исследуемому предмету основаны на простых непротиворечивых суждениях и представляют собой континуум от одной критической точки через нейтральную к противоположной критической. Например: от гуманизма до мизантропства, от религиозности до атеизма.
Часто каждый пункт опросника сопровождается визуальным аналогом шкалы, на который нанесены варианты ответа, и именно этот визуальный аналог по ошибке называют шкалой Ликерта. В действительности, шкала — итоговая совокупность ответов на все пункты опросника. Таким образом, выражение «шкала Ликерта» может означать два разных понятия: (1) суммативный психометрический конструкт, то есть свойство, измеряемое суммой баллов от всех пунктов, относимых к этому свойству; (2) балльная оценочная (рейтинговая) шкала для каждого отдельного пункта.
Рейтинговые шкалы типа ликертовских (во втором смысле) по уровню измерения более корректно считать порядковыми, а не интервальными, но на практике их часто принимают за интервальные, так как методов обработки интервальных данных больше и они проще. Суммативная шкала Ликерта — поскольку она суммирует баллы — трактует рейтинговую шкалу пунктов как интервальную (порядковые данные суммировать невозможно).

## Структура опросника
Пункты опросника представляют собой простые утверждения, которые испытуемому нужно оценить, исходя из своего личного представления. Обычно используется 5 градаций, например:
1. Полностью не согласен
2. Не согласен
3. Где-то посередине
4. Согласен
5. Полностью согласен.

Формулировки утверждений подбираются в зависимости от задач исследователя, формулировки ответа тоже могут варьироваться, например, от «часто посещаю» до «никогда не посещаю» или от «всегда покупаю» — «никогда не покупаю». Число их градаций тоже может быть разным (от трех до девяти).

## Построение шкалы Ликерта
Отбор суждений для шкалы производится в процессе пилотного исследования. Для этого создается первоначальный перечень утверждений, который предлагается респондентам из группы, репрезентативной по отношению к той, установки которой планируется исследовать в дальнейшем. Утверждения должны быть непротиворечивы, просты в формулировках, однозначны для восприятия.
Предполагается, что респонденты, набирающие высокие баллы по итоговой шкале, дают более высокие оценки по конкретному пункту опросника, чем те, у кого общий балл ниже.
После того, как получены данные по выборке, из первичного списка отбираются суждения с наибольшей дискриминирующей способностью относительно измеряемой установки. Для этого измеряется степень, с которой суждение разделяет испытуемых с противоположными установками, а также величина корреляции отдельного суждения с той или другой шкалой.

## Проблемы
При использовании шкалы Ликерта можно столкнуться с рядом неточностей по причине того, что респонденты зачастую склонны:
- избегать крайних ответов (тенденция к среднему);
- избегать средних ответов (тенденция к полярности);
- соглашаться с утверждениями, не задумываясь (частично влияние этого фактора можно уменьшить правильным балансом позитивных и негативных утверждений);
- пытаться произвести благоприятное впечатление, отвечая неискренне.

Очевидно, что шкала Ликерта, в отличие от шкал тёрстоуновского типа, является порядковой, но её часто анализируют как интервальную, предполагая, что различиями между соседними баллами можно пренебречь.

## Общая информация
Шкалу Ликерта довольно легко построить, она обеспечивает относительную надёжность даже при небольшом количестве суждений, при этом полученные данные легко обрабатывать. Шкала Ликерта широко распространена в социологических, социально-психологических исследованиях, гораздо реже используется в маркетинговых и экономических исследованиях.